# Too Much Youth

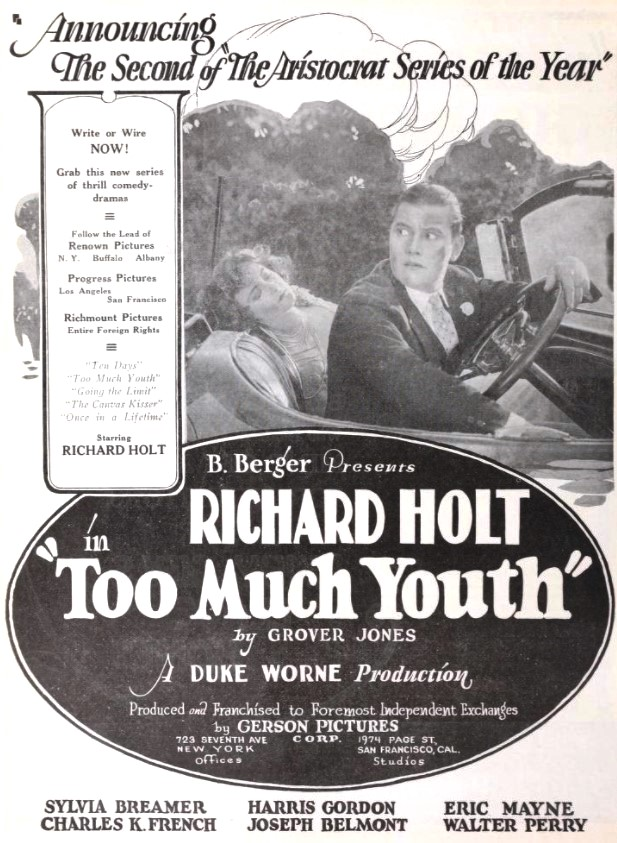
Annonce du film dans le magazine The Moving Picture World en 1925.

Too Much Youth est un film américain réalisé par Duke Worne et sorti en 1925.

## Synopsis
Mark Kenton s'inquiète pour son fils jazzy Jimmy et demande l'aide de Pat Casey. Ivre dans un cabaret, Jimmy est attiré par une jeune femme, Marguerite, lui dit qu'il va changer son comportement. Il se fait finalement emprisonné et l'aîné Kenton lui promet qu'il le fera sortir de prison s'il entreprend sérieusement une transaction immobilière pour lui à San Francisco. Jimmy fait la déclaration irréfléchie qu'il conclura l'affaire avant de dormir. Pour lui donner une leçon, le père appelle George Crandall, lui disant de retarder Jimmy pendant un moment. Casey accompagne Jimmy pour s'assurer qu'il conserve son travail. Le jeune découvre que la fille, Marguerite Crandall, est la jeune femme qu'il a vue au cabaret. Plus tard, il la sauve d'un incendie de forêt en conduisant sur un pont en feu.

## Fiche technique
- Réalisation : Duke Worne
- Scénario : Grover Jones
- Producteur : 	Paul Gerson
- Distributeur : States rights
- Photographie : Roland Price
- Durée : 50 minutes (5 bobines)[1]
- Date de sortie : 7 mai 1925

## Distribution
- Ashton Dearholt : Jimmy Kenton (crédité Richard Holt)
- Sylvia Breamer : Marguerite Crandall
- Eric Mayne : George Crandall
- Charles K. French : Mark Kenton
- Walter Leroy : Casey
- Harris Gordon : Ned Crandall
- Walter Perry : Pat Casey
- Joseph Belmont : Francetti